# Demodioides
Demodioides – rodzaj chrząszczy z rodziny kózkowatych i podrodziny zgrzypikowych. 

## Zasięg występowania
Przedstawiciele tego rodzaju występują w zach. Malezji oraz na  wyspie Palawan.

## Systematyka
Do Demodioides należą 2 gatunki:
- Demodioides albomaculata
- Demodioides palawana